# 賀婁詮
贺娄诠（？—？)，代人，河南郡洛阳县（今河南省洛阳市东）人，北周、隋朝官员。

## 生平
贺娄诠有才能和器量，北周时期官至骠骑将军、使持节、上开府仪同三司，封东安郡开国公，又参与制定北周的礼法，名声很大。贺娄诠的母亲乞伏氏虚龄六十岁时，周武帝宇文邕特别诏令贺娄诠辞官侍奉母亲。开皇二年（582年），隋文帝杨坚认为天下没有统一，讨伐南陈，派遣贺娄诠率领徐豫亳几个州的精锐骑兵，与行军元帅长孙览、元景山等人在江淮地区汇合。战役结束后，贺娄诠仍然希望回家侍奉母亲，没多久隋文帝就敕令允许。开皇十三年九月十日（593年10月10日），乞伏氏去世，贺娄诠和弟弟贺娄子干都辞去官职为母亲守丧。之后贺娄诠官至银青光禄大夫，鄯纯深三州刺史、北地郡太守。

## 家庭

### 祖父
- 贺娄道成，名宝字道成，西魏侍中、太子太傅[1]

### 父母
- 贺娄景贤，名叡字景贤，西魏右卫大将军[1]
- 乞伏氏，后裔，北魏驸马都尉、青豫颍济四州刺史、侍中、司徒公、颍川王乞伏勤孙女，魏太子庶子、骠骑大将军、左光禄大夫、太子太保、平曹二州刺史、高阳公乞伏贤之女，封武川国太夫人[1]

### 兄弟
- 贺娄树，隋朝阳平公[1]
- 贺娄子干，隋朝左卫大将军、云州总管、钜鹿怀公